# Ravna, Montana
Ravna (în bulgară Равна) este un sat în comuna Ciprovți, regiunea Montana,  Bulgaria. 

## Demografie
Componența etnică a satului Ravna
     Bulgari (97,61%)
     Nicio identificare (2,38%)
     Altele (0%)
La recensământul din 2011, populația satului Ravna era de 42 locuitori. Din punct de vedere etnic, majoritatea locuitorilor (97,61%) erau bulgari. Pentru 2,38% din locuitori nu este cunoscută apartenența etnică.